# Elecciones estatales de Baja California de octubre de 1953
Las elecciones estatales de Baja California de octubre de 1953 se llevaron a cabo el domingo 25 de octubre de 1953 organizadas por los ayuntamientos del Estado. Fueron las primeras realizadas alineadas a la Constitución Política de Baja California. 
En ellas se renovaron los siguientes cargos de elección popular:
- Gobernador de Baja California. Titular del poder ejecutivo estatal, electo para un periodo de dos años, no reelegibles en ningún caso. El candidato electo fue Braulio Maldonado Sández.
- 7 diputados. Miembros de I Legislatura del Congreso del Estado de Baja California, electos por mayoría relativa por cada uno de los distritos electorales.

## Organización
Alfonso García González, gobernador provisional de Baja California, nombró a los ciudadanos designados para integrar la Comisión Electoral de la entidad: Raymundo Flores Fuentes, Agustín Ibarra Morales y Joaquín Ramírez Arballo, en calidad de presidente, secretario y vocal, respectivamente. Sin embargo, para agosto de 1953, José R. Díaz Talavera despachaba en sustitución de Flores, al frente de la Comisión Local Electoral acompañado por Agustín Ibarra en el mismo puesto y Juan B. Hernández, quien sustituyó a Ramírez como vocal.

## Resultados electorales

### Gubernatura
| Cargo      | Candidato electo         | Partido |
| ---------- | ------------------------ | ------- |
| Gobernador | Braulio Maldonado Sández |         |

### Congreso local
| Partido | Partido | Partido                              | Diputados        | Diputados |  |
| Partido | Partido | Partido                              | Mayoría relativa | Total     |  |
|         |         | Partido Revolucionario Institucional | 7                | 7/7       |  |
| Total   | Total   | Total                                | 7                | 7         |  |

| Distrito | Diputado                | Partido | Partido                              |
| -------- | ----------------------- | ------- | ------------------------------------ |
| I        | Samuel Ramos Díaz       |         | Partido Revolucionario Institucional |
| II       | César Ruiz Moreno       |         | Partido Revolucionario Institucional |
| III      | Armando Fierro Encinas  |         | Partido Revolucionario Institucional |
| IV       | Felipe Verdugo Amador   |         | Partido Revolucionario Institucional |
| V        | Genaro Castro Gessenius |         | Partido Revolucionario Institucional |
| VI       | Felipe Carrillo Sánchez |         | Partido Revolucionario Institucional |
| VII      | Pedro Loyola Lucq       |         | Partido Revolucionario Institucional |

## Elecciones

### Ejecutivas

#### Gubernatura
|  | 90.40 % |

|  | 7.28 % |

|  | 2.32 % |

### Legislativas

#### 1.erDistrito
| Congreso del Estado de Baja California | Congreso del Estado de Baja California | Congreso del Estado de Baja California | Congreso del Estado de Baja California     |       |            |
| Candidato                              | Candidato                              | Candidato                              | Partido/Coalición                          | Votos | Porcentaje |
| -------------------------------------- | -------------------------------------- | -------------------------------------- | ------------------------------------------ | ----- | ---------- |
| Salvador Rosas Magallón                |                                        | Salvador Rosas Magallón                | Partido Acción Nacional                    | 1,907 | —          |
| Samuel Ramos Díaz                      |                                        | Samuel Ramos Díaz                      | Partido Revolucionario Institucional       | 2,256 | —          |
| Pablo Moreno García                    |                                        | Pablo Moreno García                    | Federación de Partidos del Pueblo Mexicano | 1,819 | —          |
| Total de votos válidos                 | Total de votos válidos                 | Total de votos válidos                 | Total de votos válidos                     |       | —          |

#### 2.º Distrito
| Congreso del Estado de Baja California | Congreso del Estado de Baja California | Congreso del Estado de Baja California | Congreso del Estado de Baja California     |       |            |
| Candidato                              | Candidato                              | Candidato                              | Partido/Coalición                          | Votos | Porcentaje |
| -------------------------------------- | -------------------------------------- | -------------------------------------- | ------------------------------------------ | ----- | ---------- |
| Antonio Aguirre Salas                  |                                        | Antonio Aguirre Salas                  | Partido Acción Nacional                    | 1,375 | —          |
| César Ruiz Moreno                      |                                        | César Ruiz Moreno                      | Partido Revolucionario Institucional       | 7,305 | —          |
| Andrés de Anda Ochoa                   |                                        | Andrés de Anda Ochoa                   | Federación de Partidos del Pueblo Mexicano | 177   | —          |
| Total de votos válidos                 | Total de votos válidos                 | Total de votos válidos                 | Total de votos válidos                     |       | —          |

#### 3.erDistrito
| Congreso del Estado de Baja California | Congreso del Estado de Baja California | Congreso del Estado de Baja California | Congreso del Estado de Baja California     |       |            |
| Candidato                              | Candidato                              | Candidato                              | Partido/Coalición                          | Votos | Porcentaje |
| -------------------------------------- | -------------------------------------- | -------------------------------------- | ------------------------------------------ | ----- | ---------- |
| NP                                     |                                        | NP                                     | Partido Acción Nacional                    | —     | —          |
| Armando Fierro Enemas                  |                                        | Armando Fierro Enemas                  | Partido Revolucionario Institucional       | 5.411 | —          |
| Víctor Medina Álvarez                  |                                        | Víctor Medina Álvarez                  | Federación de Partidos del Pueblo Mexicano | 246   | —          |
| Total de votos válidos                 | Total de votos válidos                 | Total de votos válidos                 | Total de votos válidos                     |       | —          |

#### 4.º Distrito
| Congreso del Estado de Baja California | Congreso del Estado de Baja California | Congreso del Estado de Baja California | Congreso del Estado de Baja California     |       |            |
| Candidato                              | Candidato                              | Candidato                              | Partido/Coalición                          | Votos | Porcentaje |
| -------------------------------------- | -------------------------------------- | -------------------------------------- | ------------------------------------------ | ----- | ---------- |
| NP                                     |                                        | NP                                     | Partido Acción Nacional                    | —     | —          |
| Felipe Verdugo Amador                  |                                        | Felipe Verdugo Amador                  | Partido Revolucionario Institucional       | 5,714 | —          |
| Wuifrano González Gaón                 |                                        | Wuifrano González Gaón                 | Federación de Partidos del Pueblo Mexicano | 205   | —          |
| Total de votos válidos                 | Total de votos válidos                 | Total de votos válidos                 | Total de votos válidos                     |       | —          |

#### 5.° Distrito
| Congreso del Estado de Baja California | Congreso del Estado de Baja California | Congreso del Estado de Baja California | Congreso del Estado de Baja California     |       |            |
| Candidato                              | Candidato                              | Candidato                              | Partido/Coalición                          | Votos | Porcentaje |
| -------------------------------------- | -------------------------------------- | -------------------------------------- | ------------------------------------------ | ----- | ---------- |
|                                        |                                        | —                                      | Partido Acción Nacional                    | —     | —          |
| Genaro Castro Gessenius                |                                        | Genaro Castro Gessenius                | Partido Revolucionario Institucional       | —     | —          |
|                                        |                                        | —                                      | Federación de Partidos del Pueblo Mexicano | —     | —          |
| Total de votos válidos                 | Total de votos válidos                 | Total de votos válidos                 | Total de votos válidos                     |       | —          |
| Congreso del Estado de Baja California |                                        |                                        |                                            |       |            |

#### 6.° Distrito
| Congreso del Estado de Baja California | Congreso del Estado de Baja California | Congreso del Estado de Baja California | Congreso del Estado de Baja California     |       |            |
| Candidato                              | Candidato                              | Candidato                              | Partido/Coalición                          | Votos | Porcentaje |
| -------------------------------------- | -------------------------------------- | -------------------------------------- | ------------------------------------------ | ----- | ---------- |
| Octaviano Flores Contreras             |                                        | Octaviano Flores Contreras             | Partido Acción Nacional                    | 2,479 | —          |
| Felipe Carrillo Sánchez                |                                        | Felipe Carrillo Sánchez                | Partido Revolucionario Institucional       | —     | —          |
|                                        |                                        | —                                      | Federación de Partidos del Pueblo Mexicano | —     | —          |
| Total de votos válidos                 | Total de votos válidos                 | Total de votos válidos                 | Total de votos válidos                     |       | —          |

#### 7.° Distrito.
| Congreso del Estado de Baja California | Congreso del Estado de Baja California | Congreso del Estado de Baja California | Congreso del Estado de Baja California     |       |            |
| Candidato                              | Candidato                              | Candidato                              | Partido/Coalición                          | Votos | Porcentaje |
| -------------------------------------- | -------------------------------------- | -------------------------------------- | ------------------------------------------ | ----- | ---------- |
|                                        |                                        | —                                      | Partido Acción Nacional                    | —     | —          |
| Pedro Loyola Lucq                      |                                        | Pedro Loyola Lucq                      | Partido Revolucionario Institucional       | —     | —          |
|                                        |                                        | —                                      | Federación de Partidos del Pueblo Mexicano | —     | —          |
| Total de votos válidos                 | Total de votos válidos                 | Total de votos válidos                 | Total de votos válidos                     |       | —          |

Fuente: Congreso del Estado de Baja California